# Antonio Lining
Antonio Lining (* 9. Mai 1963 in Mindoro) ist ein philippinischer Poolbillardspieler.

## Karriere
Nachdem Antonio Lining 1994 Asienmeister geworden war und die Indonesian Open gewonnen hatte, erreichte er im September 1997 bei den US Open den neunten Platz. Im November 1994 wurde er bei der 9-Ball-Weltmeisterschaft Fünfter. Im Februar 2000 gelang ihm beim Motolite International der Einzug ins Finale, das er jedoch gegen seinen Landsmann Francisco Bustamante verlor. Bei den 9-Ball-Weltmeisterschaften 2001 und 2002 schied Lining jeweils im Achtelfinale aus. Im Oktober 2002 erreichte er das Finale der Asienspiele und unterlag dort dem Taiwaner Yang Ching-shun nur knapp mit 10:11. Im Doppel hingegen gewann er gemeinsam mit Francisco Bustamante die Goldmedaille. Im Juli 2006 wurde er Neunzehnter bei den IPT North American Open.
Bei der 10-Ball-WM 2009 erreichte Lining das Halbfinale und verlor dieses nur knapp mit 7:9 gegen den späteren Weltmeister Mika Immonen. Im Juli 2010 gelang Lining bei der 9-Ball-WM der Einzug ins Halbfinale, in dem er gegen den späteren Weltmeister Francisco Bustamante ausschied. Im September 2010 unterlag er im Finale der China Open dem Chinesen Zhang Yu Long. 2011 erreichte Lining das Sechzehntelfinale der 8-Ball-WM sowie das Achtelfinale der 9-Ball-WM und wurde Neunter bei den US Open. Bei den Japan Open 2014 erreichte Lining das Achtelfinale und schied dort gegen den Japaner Naoyuki Ōi aus.
Mit der philippinischen Nationalmannschaft wurde Lining 2010 Vize-Weltmeister.